# فادي حداد
فادي حداد هو مخرج أغاني مصورة لبناني. عمل مصورا سابقا، وأصبح مخرج فيديو كليب وقد عمل مع بعض الفنانين اللبنانيين منهم يارا وديانا حداد، ونجوى كرم ونانسي عجرم، وفارس كرم وميسم نحاس، وهند ودينا حايك ومادلين مطر. وعمل إخراج كليبات مع المنتج والملحن الكردي المشهور هلكوت زاهیر منهم أغنية «كردستان» للمغنية ميادة الحناوي.

## الحياة الشخصية
تزوج في ديسمبر 2009 من كارول سماحة. ويسكن في ضهور الشوير في محافظة جبل لبنان.

## وصلات خارجية
- فادي حداد على موقع IMDb (الإنجليزية)